# Yul (película)
Yul (1998) es un cortometraje español del género comedia dirigida por Rodrigo Cortés y protagonizada por Luis Sánchez y Oscar Rodríguez.

## Sinopsis
Yul cuenta la historia de un inadaptado, de un cerebro en esencia bien armado pero con problemas de puntería, de un personaje tonto que presenta unas deficiencias genéticas fantásticamente cultivadas por una madre extremadamente obsesiva.

## Elenco
- Oscar Rodríguez como Yul.

- Luis Sánchez como Yul boy.

- Maribel Iglesias como Madre.

- Ángel González Quesada como Padre.

- Álvaro Iglesias como Yulinín.

- Rodrigo Cortés como Narrador (Gonzalo Giráldez).

## Recepción
Yul fue recibido con críticas generalmente positivas, lo que le valdría los primeros reconocimientos a Rodrigo Cortés en el ámbito cinematográfico, obteniendo casi 20 galardones en España,  entre los que destacan: Premio ASECAM al mejor cortometraje y Tercer Premio del Público en el XXIV Festival Internacional de Cine de Huelva, Premio del Público al mejor cortometraje en la X Semana de Cine Español de Aguilar de Campoo y Premio del Jurado en el XI Festival de Cine de Comedia de Peñíscola.